# هنری سیلیک
هنری سیلیک (انگلیسی: Henry Selick؛ زادهٔ ۳۰ نوامبر ۱۹۵۲) کارگردان استاپ‌موشن اهل ایالات متحده آمریکا است. وی از سال ۱۹۷۷ میلادی تاکنون مشغول فعالیت بوده است.
وی بیشتر برای کارگردانی فیلم‌هایی مثل کابوس قبل از کریسمس، جیمز و هلوی غول‌پیکر و کورالاین شناخته شده است.
او در ۳۰ نوامبر ۱۹۵۲ در گلن ریج برو، نیوجرسی زاده شد. مادرش ملانی (با نام خانوادگی پیش از ازدواج مولان) و پدرش چارلز اچ. سیلیک نام داشت.